# 池田春野
池田 春野（いけだ の はるの）は、奈良時代から平安時代初期にかけての貴族。姓は朝臣。官位は従四位下・掃部頭。

## 経歴
延暦10年（791年）始めて官職に就き内舎人に補せられる。左衛門少・大尉を経て、延暦19年（800年）従五位下・内蔵助兼丹波守に叙任される。大同元年（806年）平城天皇の即位に伴い従五位上に叙せられ、平城朝では中務少輔・弾正少弼を歴任する。
嵯峨朝では大蔵大輔・遠江守・越中守・宮内大輔を務め、弘仁3年（812年）正五位下に昇叙される。淳和朝では図書頭・掃部頭を歴任し、天長4年（827年）正五位上に叙せられ、天長6年（829年）従四位下に至った。
仁明朝の承和5年（838年）3月8日卒去。享年82。最終官位は散位従四位下。

## 人物
故事についてわかりやすく述べることができ、その内のいくつかは採用すべきものもあった。天長10年（833年）冬の大嘗会において、仁明天皇が禊祓をしようとして賀茂川に行幸した際、春野は掃部頭として行幸の行列に加わった。しかし、諸大夫が着用している装束の裾が地面を引きずっているのを見て、大笑いして「裾が地面を引きずるのは通常の形式で、神事の際に相応しい古体のやり方ではない」と言い、自らの着用している装束を指して古体の形式であるとした。その裾は地面から高さがあり、装束の下に着ている袴の裾が見えるようになっていた。諸大夫は皆驚いて、「古体の着用方法は唐と同じであり、後代はこれに倣うべきである」と言ったという。春野の衣冠の着用方法は古風であり、身長も6尺（約180cm）以上で、人々が集まる中で立つと人目を引いた。白髪を蓄え、まさに国家の元老といった風体であった。

## 官歴
『六国史』による。
- 延暦10年（791年） 日付不詳：内舎人
- 延暦14年（795年） 日付不詳：左衛門少尉
- 時期不詳：左衛門大尉
- 延暦19年（800年） 日付不詳：従五位下
- 時期不詳：内蔵助兼丹波守
- 延暦25年（806年） 3月18日：御装束司（桓武天皇葬儀）。4月13日：従五位上
- 時期不詳：中務少輔。弾正少弼
- 大同5年（810年） 9月16日：大蔵大輔
- 弘仁3年（812年） 正月7日：正五位下
- 時期不詳：遠江守。越中守。宮内大輔
- 天長3年（826年） 日付不詳：図書頭
- 天長4年（827年） 正月21日：正五位上。日付不詳：掃部頭
- 天長6年（829年） 正月7日：従四位下
- 承和5年（838年） 3月8日：卒去（散位従四位下）